# 雌三醇
雌三醇（Estriol，oestriol，E3）是人类三种主要的雌激素之一。雌二醇和雌酮的代谢产物。在雌酮、雌二醇、雌三醇中，以雌三醇的活性最弱。存在于尿中，在怀孕期尿中含量更高。未怀孕妇女，绝经后妇女和男性的血清雌三醇浓度水平都没有太大差异。

## 生物合成

人类的类固醇合成，雌三醇在图片右下角

雌三醇水平仅在妇女怀孕期间显著升高，胎儿肾上腺产生的16-羟-脱氢表雄酮在肝脏经16α羟基化，由胎盘合成。

## 应用

### 治疗
雌三醇能明显减轻患有多发性硬化症的孕妇症状。雌三醇作为雌激素的活性强弱与大剂量给药还是长时间小剂量给药有关，与雌二醇同时服用时具有拮抗作用。雌三醇早年用于激素替代疗法（HRT），但是其效果未能经研究证实，并且由于大量临床试验副作用报告，现在已趋于控制使用。

### 检测
可通过检测雌三醇在母体血液和尿液中的浓度來判断胎儿的健康和发育状况。如果未结合雌三醇浓度异常低，则胎儿可能是染色体异常，如唐氏症候群或爱德华氏症候群，因此雌三醇检测是胎儿畸形产前筛查的一部分。但是母体有先兆子痫、贫血、肾功能受损可能导致检测的假阳性。